# D'Anethan

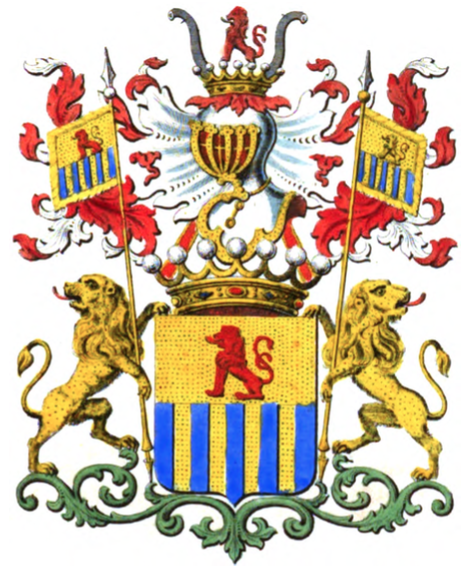
Wapen van de familie d'Anethan

D'Anethan is een Belgische adellijke familie.

## Geschiedenis
- In 1630 verleende keizer Ferdinand III erfelijke adel aan Jean d'Anethan, raadsheer van de keurvorst van Trier.
- In 1787 verleende keizer Jozef II de titel baron, overdraagbaar bij eerstgeboorte, aan jonkheer François d'Anethan, hoogwoudmeester voor het hertogdom Luxemburg (zie hierna).

## Genealogie
- François Henri François-de-Paule Joseph d'Anethan (Luxemburg, 6 juli 1743 - Habay-la-Vieille, 15 maart 1824) was de stamvader van de familie d'Anethan die onder het Verenigd Koninkrijk der Nederlanden in 1816 adelserkenning verkreeg. Hij trouwde in 1767 in Fischbach met barones Anne de Cassal (1747-1778) en in tweede huwelijk in 1783 in Luxemburg met Marie-Catherine de Mareschal (1762-1845). Hij kreeg een zoon en drie dochters uit beide huwelijken.
  - Joseph d'Anethan (1769-1841), officiaal in de Secretarie van State en Oorlog, gemeenteraadslid van Brussel, gedeputeerde van het Dijledepartement, tijdelijk intendant van Zuid-Brabant en staatsraad, trouwde in 1797 in Brussel met Joséphine Versyden de Varick (1771-1855), zus van baron Jean-Jacques Verseyden de Varick, ambtenaar, kamerheer van koning Willem I en lid van het Nationaal Congres. Ze kregen vier zoons en een dochter. In 1816 werd hij samen met zijn vader en broer Félix erkend in de erfelijke adel met de titel baron.
    - Victor d'Anethan (1800-1835), cavaleriemajoor, trouwde in 1822 in La Hestre met barones Marie-Henriette de Burmania Rengers (1801-1850). Ze kregen een zoon.
      - Victor d'Anethan (1823-1877), bleef ongehuwd.

    - Jules Joseph d'Anethan (1803-1888), advocaat-generaal bij het hof van beroep van Brussel, minister, volksvertegenwoordiger, minister van Staat, burgemeester van Linkebeek, premier en voorzitter van de Senaat, trouwde in 1827 in Brussel met Marie-Cornélie de Jonghe (1803-1864). Ze kregen twee zoons en een dochter.
      - Auguste d'Anethan (1829-1906), gevolmachtigd minister en buitengewoon gezant, trouwde in 1861 in Brussel met Isabelle Mosselman du Chenoy (1842-1876), dochter van Théodore Mosselman du Chenoy, bankier en senator. Ze kregen drie zoons en een dochter, met afstammelingen tot heden.
        - Jules d'Anethan (1862-1904), ambassaderaad, trouwde in 1892 in La Hestre met jkvr. Jeanne van Haeften (1868-1943).
          - Paul d'Anethan (1893-1970), conservator van het Belgisch Bureau voor Iconografie, trouwde in 1922 in Brussel met gravin Berthe Cornet de Grez d'Elzius (1900-1973). Ze kregen twee zoons, met afstammelingen tot heden.
            - Jean d'Anethan (1923-2013), ambassadeur, trouwde in 1953 met barones Henriette d'Overschie de Neeryssche (1930-2023). Ze kregen drie zoons, met afstammelingen tot heden.
            - Robert d'Anethan (1933-1998), trouwde in 1973 in Graven met gravin Astrid de Liedekerke (1947-2009). Het huwelijk bleef kinderloos.

          - Yvonne d'Anethan (1894-1982), trouwde in 1915 in Llanarth met William Graham of Auchencloich and Tamrawer (1890-1971). Ze kregen een zoon, met afstammelingen tot heden. Het huwelijk werd in 1931 ontbonden.
          - Félix d'Anethan (1895-1979), trouwde in 1920 in Brussel met Marie-Henriette de Woelmont (1897-1968), dochter van baron Arnold de Woelmont, burgemeester van Lives-sur-Meuse en provincieraadslid van Namen. Ze kregen twee zoons.
            - Roland d'Anethan (1920-2002), ambassadeur, trouwde in 1950 met Lucie de Luppé (1924-2021). Het huwelijk bleef kinderloos.
            - Michel d'Anethan (1923-2002), trouwde in 1956 met jkvr. Cécile de Potesta de Waleffe (1934-2012). Ze kregen een zoon en een dochter, met afstammelingen tot heden.

        - Augusta d'Anethan (1863-1951), trouwde in 1882 in Schaarbeek met graaf Amaury de Marchant et d'Ansembourg, kamenier van de Nederlandse koningin en Luxemburgse groothertogin en Luxemburgs parlementslid, burgemeester van Tuntange en zaakgelastigde. Ze kregen vijf zoons en vier dochters, met afstammelingen tot heden.
        - Paul d'Anethan (1866-1892), legatiesecretaris, trouwde in 1891 in Rome met gravin Carolina Cardelli (1862-1924). Het huwelijk bleef kinderloos.

      - Victor d'Anethan (1831-1888), kolonel, plaatscommandant in Brussel en vleugeladjudant van de koning. Hij bleef ongehuwd.

    - Henri d'Anethan (1804-1883), secretaris van de koning, kreeg in 1840 de titel baron, overdraagbaar op alle afstammelingen, trouwde in 1847 in Brussel met Zoé Artan (1809-1858), dochter van Louis Artan, Nederlands kunstschilder. Ze kregen een zoon en drie dochters.
      - Albert d'Anethan (1849-1910), gevolmachtigd minister, trouwde in 1886 in Londen met de Eléonore Haggard (1860-1935), dichter en romanschrijver. Het huwelijk bleef kinderloos.

    - Auguste d'Anethan (1805-1860), kabinetsattaché bij koning Willem en directeur van de directe belastingen, trouwde in 1844 in Brussel met Marie-Louise Artan (1812-1885), dochter van Louis Artan. Hij kreeg in 1840 erkenning van de titel baron, overdraagbaar op alle afstammelingen. Ze kregen twee dochters.
      - Alix d'Anethan (1848-1921), kunstschilderes

  - Antoinette d'Anethan (1772-1859), trouwde in 1809 in Habay met Valéry Bourguignon d'Herbigny (1780-1862), directeur van Registratie en Domeinen. Ze kregen een zoon en een dochter, met afstammelingen tot heden.
  - Félix d'Anethan (1787-1839), staalfabrikant, lid van de Gedeputeerde Staten van Luxemburg, lid van de Tweede Kamer, trouwde in 1827 in Godinne met barones Séraphine du Mesnil de Volkrange (1804-1850), dochter van baron Jean-Baptiste de Mesnil de Volkrange. Ze kregen een zoon, die jong stierf, en vijf dochters. In 1816 werd hij samen met zijn vader en broer Joseph erkend in de erfelijke adel met de titel baron. In 1828 werd die titel bevestigd maar met de vermelding dat hij persoonlijk was. Zijn zoon Frédéric (1834-1837) werd als ridder vermeld.
    - Zoé d'Anethan (1830-1902), trouwde in 1850 in Brussel met baron Emile Huyttens de Terbecq (1811-1892), griffier bij de Kamer van volksvertegenwoordigers. Ze kregen een zoon, met afstammelingen tot heden.
    - Henriette d'Anethan (1832-1908), trouwde in 1854 in Walferdange met Charles Collart (1829-1910), Luxemburgs industrieel, parlementslid en schepen van Eich. Het huwelijk bleef kinderloos.
    - Marie d'Anethan (1837-1906), trouwde in 1857 in Steinfort met Eugène Darodes de Tailly (1829-1918), zoon vna Claude-François Darodes de Tailly, burgemeester van Tailly. Ze kregen een zoon en een dochter, met afstammelingen tot heden.
    - Félicie d'Anethan (1838-1901), trouwde in 1864 in Sint-Joost-ten-Node met baron Léon Ruzette (1836-1901), arrondissementscommissaris van Ieper, gemeenteraadslid van Brugge en gouverneur van West-Vlaanderen. Ze kregen een zoon, Albéric Ruzette, met afstammelingen tot heden.

  - Apolline d'Anethan (1798-1856), trouwde in 1819 in Habay met baron Auguste d'Huart (1789-1868), officier in het Franse keizerrijk, inspecteur van waters en bossen, gedeputeerde van Luxemburg en interim-gouverneur van Luxemburg. Ze kregen een zoon en twee dochters, met afstammelingen tot heden.
  - Victorine d'Anethan (1806-1869), trouwde in 1832 in Habay met Friedrich Georg Prosper von Blochausen (1802-1886), kamerheer van koning Willem I en Luxemburgs diplomaat. Ze kregen twee zoons, waaronder Félix de Blochausen, en een dochter, met afstammelingen tot heden.